# Microrégion de Canarana

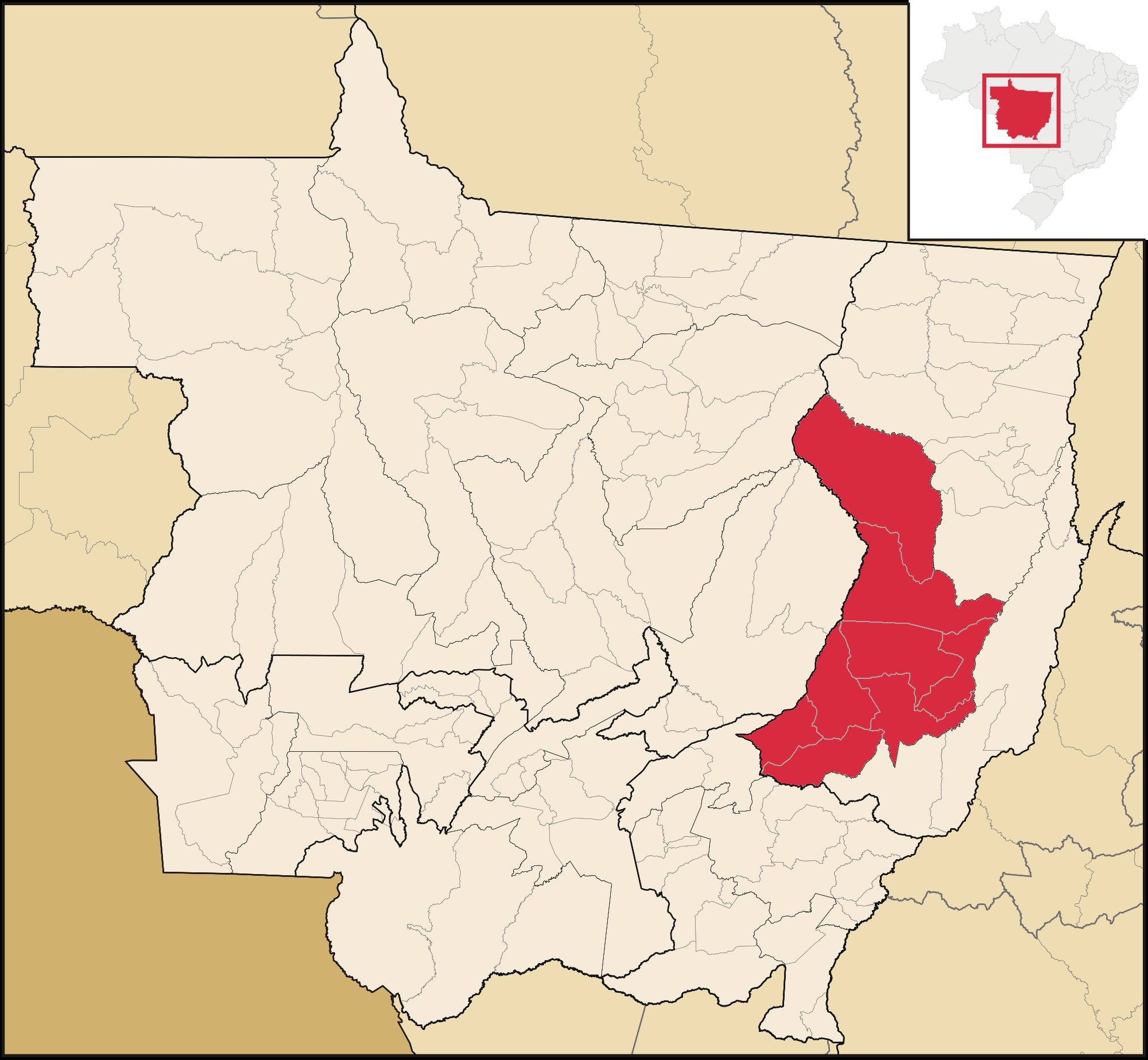
Localisation de la microrégion de Canarana

La microrégion de Canarana est l'une des trois microrégions qui subdivisent le nord-est de l'État du Mato Grosso au Brésil.
Elle comporte 8 municipalités qui regroupaient 87 979 habitants en 2006 pour une superficie totale de 60 324 km².

## Municipalités[1]
- Água Boa
- Campinápolis
- Canarana
- Nova Nazaré
- Nova Xavantina
- Novo São Joaquim
- Querência
- Santo Antônio do Leste